# El Bronco (España)
El Bronco es un pueblo español, que desde finales del siglo XIX está constituido como alquería del municipio de Santa Cruz de Paniagua, en el norte de la provincia de Cáceres.

## Geografía
La localidad se encuentra en la margen izquierda de la rivera del Bronco.

## Historia
A la caída del Antiguo Régimen la localidad se constituyó en municipio constitucional en la región de Extremadura, partido judicial de Granadilla, entonces conocido como Bronco que en el censo de 1842 contaba con 50 hogares y 274 vecinos.
La localidad aparece descrita en el cuarto volumen del Diccionario geográfico-estadístico-histórico de España y sus posesiones de Ultramar de Pascual Madoz de la siguiente manera:

BRONCO (el): l. con ayunt. en la prov. y aud. terr. de Cáceres (18 leg.), part. jud. de Granadilla (3), dióc. de Coria (6), c. g. de Estremadura (Badajoz 31): sit. en una llanura desigual á la izq. de. la rivera de su nombre á la parte occidental del part., ventilado por todas partes, con clima saludable y sus enfermedades dominantes son tercianas: tiene 60 casas que forman 7 calles mal alineadas, con casa municipal, cárcel, escuela dotada con 1,100 rs. á la que asisten 14 niños; igl. parr. algo separada de las casas al E., dedicada á Sta. Maria Magdalena con curato pepetuo en oposicion; el cementerio al N. capaz y seguro, y mas lejos 2 fuentes para el surtido de los vec. Confina el term. N. con el del Casar de Palomero y Marchagáz; E. Palomero; S. Santivañez el Bajo; O. Sta. Cruz de Paniagua y Villanueva de la Sierra, á dist. de 1/4 á 1/2 leg.: comprende 1,659 fan. de tierra de labor y una deh. que se llama Boyal al E. de la pobl.: hay mucho monte alto y bajo; pero rozado y quemado este último forma una buena tierra para cereales; le cruza la rivera del mismo nombre, que pasa al lado O. del l., y otra mas pequeña al E. en dirección ambas de N. á S. El terreno es pobre y quebrado por el N., donde hay un buen plantio de olivos, abierto y mas productivo en los demás estremos, todo de secano, escepto varios huertos á las márg. de las riveras; é inmediatos á la pobl. se encuentran algunos terrenos cerrados. caminos: de pueblo á pueblo. El correo se recibe en la adm. de Plasencia solo una vez a la semana. prod.: aceite, trigo, centeno, cebada; lino de secano, patatas, legumbres y verduras; se mantiene algún ganado vacuno, que es el preferido, poco lanar, y se cria abundante caza mayor y menor. ind.: un molino de aceite, otro harinero y una tahona. pobl.: 50 vec., 273 alm. cap. prod. 321,000 rs. imp. 16,050. contr. 1,839) rs. 29. presupuesto municipal 4,500, del que se pagan 1,000 al secretario por su dotacion, y se cubre con el prod. de los pastos altos y bajos, deh. Boyal, ejidos y tierras comunes, taberna y abaceria.
(Madoz, 1846, p. 462)

A finales del siglo XIX este municipio desaparece porque se integra en Santa Cruz de Paniagua, contaba entonces con 53 hogares y 201 habitantes.

## Demografía
| Gráfica de evolución demográfica de Bronco entre 1842 y 1877 |
| |
| Población de derecho según los censos de población del INE Población de hecho según los censos de población del INEEntre el censo de 1887 y el anterior, este municipio desaparece porque se integra en el municipio Santa Cruz de Paniagua. |

Sus datos de población han sido los siguientes:
- 2002: 59 habitantes
- 2005: 50 habitantes
- 2008: 39 habitantes
- 2011: 37 habitantes
- 2014: 41 habitantes

## Transporte
El pueblo está atravesado por la EX-205, que une el valle del Ambroz con Portugal pasando por la sierra de Gata. Dentro de esta carretera, la más importante que pasa por el pueblo, El Bronco se halla entre Villanueva de la Sierra y Cerezo. Al suroeste del pueblo sale la carretera provincial CC-8.1, que lleva a la capital municipal. Al noreste del pueblo sale un camino rural en mal estado que lleva hasta Pedro-Muñoz.

## Monumentos
Iglesia parroquial católica bajo la advocación de Santa María Magdalena, a cargo del párroco de Montehermoso, en la diócesis de Coria.